# Moscow Mills
Moscow Mills är en ort i Lincoln County i Missouri. Vid 2020 års folkräkning hade Moscow Mills 3 317 invånare.